# محمد شهریان
محمد شهریان نسل معروف به محمد شهریان (زاده ۲۴ شهریور ۱۳۷۲ در تهران) عضو تیم ملی بسکتبال ایران است که هم اکنون در تیم طبیعت
 فعالیت می‌کند. او پیش از اینکه فعالیت خود در رشته بسکتبال را آغاز کند، در تکواندو مشغول به فعالیت بوده و در کارنامه‌اش قهرمانی در لیگ برتر بسکتبال مردان ایران ۱۳۹۴ را همراه با تیم پتروشیمی بندر امام خمینی دارد.
شهریان نسل بعد از ۶ سال دوری از تیم ملی، در اردوی پیش از اعزام تیم ملی بسکتبال ایران به جام جهانی ۲۰۲۳ حضور داشت.او یکی از اعضای تیم ملی ایران در بازی‌های آسیایی ۲۰۲۲ است.

## افتخارات
مدال برنز مسابقات بسکتبال قهرمانی باشگاه‌های آسیا (همراه با تیم پالایش نفت آبادان - بانکوک تایلند)